# 毛伊海豚
毛伊海豚是一种极危的大西洋黑白海豚亚种，是世界上体形最小的海豚。

## 保護
毛伊海豚是世界上种群数量最为稀少的一种海豚，毛伊海豚仅生存于新西兰浅水域。由于人类重型尼龙鱼网捕鱼方式现存数量骤然下降，2021年新西兰政府报告，成年毛伊海豚数量可能仅剩不足50只。毛伊海豚成年后体长至多1.7米體重50公斤，是世界上体形最小的海豚之一，获称“海中霍比特人”。自从新西兰当地渔民从20世纪70年代使用刺网捕鱼法以来，毛伊海豚数量已减少94%。
2013年国际捕鲸委员会下属科学委员会在韩国召开年度会议后发布一份报告，对毛伊海豚濒危状况表示忧虑。报告敦促新西兰政府立即在这一海域实施禁渔令，并关注海底采矿、地震观测等人类活动对毛伊海豚的潜在威胁。渔民可以选择许多种捕鱼方法，例如：钩钓、渔栅鱼网等，这都不会伤害海豚，同时对于捕猎其它鱼类非常有效。
一个名为MAUI63的新团体正在利用大型无人机和基于计算机视觉的人工智能，希望能收集最新的毛伊海豚位置数据。